# Lycée de Dorotheenstadt
Le lycée de Dorotheenstadt de Berlin (temporairement également école de la ville de Dorotheenstadt), est un ancien lycée située à Dorotheenstadt.

## Histoire
L'école est reprise par la ville de mains privées en avril 1836. Le bâtiment se trouve d'abord sur la Dorotheenstrasse, puis sur la Georgenstrasse 23. L'école est promue école secondaire de première classe, ce qui la considère comme une « école supérieure » et conduit à l'Abitur à partir de 1840. Elle perd temporairement ce statut jusqu'à ce qu'elle le retrouve finalement en 1861. Les premiers directeurs connus sont Ferdinand Zinnow (de) de 1836 à 1846 et Adolf Ferdinand Krech (de) de 1846 à 1856. L'un des professeurs les plus connus est le professeur d'histoire John William Pierson (de), qui y enseigne de 1859 à 1893. Les travaux d'un nouveau bâtiment scolaire sur les terrains de la Dorotheenstrasse 13/14 et de la Georgenstrasse 30/31, qui abrite finalement le lycée de Friedrichswerder, durent de 1870 à 1875. Hermann Blankenstein est responsable de la construction de l'école double. Le concept global vient de l'inspecteur municipal Arnold Hanel. Alors que les façades de l'école de la Georgenstrasse sont l'œuvre de l'ingénieur en construction Karl Theodor Richard Bohn, celles de la Dorotheenstrasse remontent à Blankenstein.
L'école devient le lycée de Dorotheenstad en 1882. Après le déménagement du lycée de Friedrichwerder à Berlin-Moabit en 1908, le lycée utilise également le bâtiment de la Georgenstrasse, tandis que la 4e école de formation continue obligatoire (école professionnelle) y est installée et, en 1938, elle s'appelle École de Dorotheenstadt en tant qu'école secondaire municipale pour garçons.